# Bataille de Réthymnon

La disposition des forces alliées et les zones de largages allemandes le 20 mai 1941.

La bataille de Réthymnon  fait partie de la bataille de Crète menée pendant la Seconde Guerre mondiale sur l'île grecque de Crète entre le 20 et le 29 mai 1941. Les forces australiennes et grecques commandées par le lieutenant-colonel Ian Ross Campbell (en) défendent la ville de Réthymnon et la piste d'atterrissage à proximité contre une attaque de parachutistes allemands par le 2e régiment de parachutistes de la 7e division aérienne (1. Fallschirmjäger-Division) commandée par le colonel Alfred Sturm.
L'attaque de Réthymnon est l'une des quatre attaques aériennes contre la Crète le 20 mai et fait partie de la deuxième série, faisant suite aux attaques allemandes contre l'aérodrome de Maleme (en) et le port principal de La Canée à l'ouest de la Crète dans la matinée. Après des retards et incompréhensions côté allemand sur le déploiement des parachutistes, le commandant général allemand, le lieutenant-général Kurt Student, décide de concentrer toutes ses ressources sur la bataille de l'aérodrome de Maleme (en) que les assaillants gagnent. Le commandant en chef allié du Moyen-Orient, le général Archibald Wavell, ordonne l'évacuation de la Crète le 27 mai, mais le commandant allié en Crète, le major-général Bernard Freyberg, n'est pas en mesure de le communiquer à Campbell. Face à une force supérieure d'Allemands équipés de chars d'assaut et d'artillerie, Campbell se rend le 29 mai.